# Copa Libertadores 1974
La Copa Libertadores 1974 fue la decimoquinta edición del torneo de clubes más importante de América del Sur, organizado por la Confederación Sudamericana de Fútbol, en la que participaron equipos de diez países sudamericanos: Argentina, Bolivia, Brasil, Chile, Colombia, Ecuador, Paraguay, Perú, Uruguay y Venezuela.
El campeón fue Independiente de Argentina, que sumó de esta manera su quinto título en la competición. Gracias a la consagración, disputó la Copa Intercontinental 1974 ante Atlético de Madrid de España, y la Copa Interamericana 1974 frente a Municipal de Guatemala. Además, se clasificó a la segunda fase de la Copa Libertadores 1975.

## Formato
El campeón vigente accedió de manera directa a la segunda fase, mientras que los 20 equipos restantes disputaron la primera. En ella, los clubes fueron divididos en cinco grupos de 4 equipos cada uno de acuerdo a sus países de origen, de manera que los dos representantes de una misma asociación nacional debían caer en la misma zona. El ganador de cada uno de los cinco grupos clasificó a la segunda fase, uniéndose al campeón vigente, estableciéndose dos zonas de 3 equipos. El primer posicionado en cada una de ellas accedió a la final, que se llevó a cabo en encuentros de ida y vuelta, disputándose un partido de desempate en caso de ser necesario.
|                           |                           | Equipos que entran en esta fase                                                                          | Equipos que provienen de la fase anterior   |
| ------------------------- | ------------------------- | --- | ------------------------------------------- |
| Primera fase (20 equipos) | Primera fase (20 equipos) | - 2 equipos de Argentina, Bolivia, Brasil, Chile, Colombia, Ecuador, Paraguay, Perú, Uruguay y Venezuela |                                             |
| Segunda fase (6 equipos)  | Segunda fase (6 equipos)  | - 1 equipo, campeón de la Copa Libertadores 1973                                                         | - 5 equipos clasificados de la Primera fase |
| Final (2 equipos)         | Final (2 equipos)         | | - 2 equipos primeros de la Segunda fase     |

## Equipos participantes
En cursiva los equipos debutantes en el torneo.
| País                                | Equipo                                | Vía de clasificación                                                                                                |
| ----------------------------------- | ------------------------------------- | --- |
| Argentina 2 cupos + campeón vigente | Independiente Huracán Rosario Central | Campeón de la Copa Libertadores 1973 Campeón del Campeonato Metropolitano 1973 Campeón del Campeonato Nacional 1973 |
| Bolivia 2 cupos                     | Jorge Wilstermann Deportivo Municipal | Campeón del Campeonato de Primera División 1973 Subcampeón del Campeonato de Primera División 1973                  |
| Brasil 2 cupos                      | Palmeiras São Paulo                   | Campeón del Campeonato Brasileño de 1973 Subcampeón del Campeonato Brasileño de 1973                                |
| Chile 2 cupos                       | Unión Española Colo-Colo              | Campeón del Campeonato de Primera División 1973 Subcampeón del Campeonato de Primera División 1973                  |
| Colombia 2 cupos                    | Atlético Nacional Millonarios         | Campeón del Campeonato Colombiano 1973 Subcampeón del Campeonato Colombiano 1973                                    |
| Ecuador 2 cupos                     | El Nacional Universidad Católica      | Campeón del Campeonato Ecuatoriano de 1973 Subcampeón del Campeonato Ecuatoriano de 1973                            |
| Paraguay 2 cupos                    | Cerro Porteño Olimpia                 | Campeón del Campeonato Paraguayo de 1973 Subcampeón del Campeonato Paraguayo de 1973                                |
| Perú 2 cupos                        | Defensor Lima Sporting Cristal        | Campeón del Campeonato Descentralizado 1973 Subcampeón del Campeonato Descentralizado 1973                          |
| Uruguay 2 cupo                      | Peñarol Nacional                      | Campeón del Campeonato Uruguayo de 1973 Subcampeón del Campeonato Uruguayo de 1973                                  |
| Venezuela 2 cupos                   | Portuguesa Valencia                   | Campeón de la Primera División Venezolana 1973 Subcampeón de la Primera División Venezolana 1973                    |

### Distribución geográfica de los equipos
Distribución geográfica de las sedes de los equipos participantes:

## Primera fase

### Grupo 1
| Equipo          | Pts. | PJ | PG | PE | PP | GF | GC | DG  |
| --------------- | ---- | -- | -- | -- | -- | -- | -- | --- |
| Huracán         | 10   | 6  | 5  | 0  | 1  | 13 | 4  | 9   |
| Rosario Central | 10   | 6  | 5  | 0  | 1  | 11 | 2  | 9   |
| Unión Española  | 4    | 6  | 2  | 0  | 4  | 6  | 14 | –8  |
| Colo-Colo       | 0    | 6  | 0  | 0  | 6  | 3  | 13 | –10 |

| \| Fecha \| Lugar \| Local \| Resultado \| Visitante \| \| ------------- \| ------------ \| --------------- \| --------- \| --------------- \| \| 28 de febrero \| Rosario \| Rosario Central \| 1:0 \| Huracán \| \| 2 de marzo \| Santiago \| Unión Española \| 2:1 \| Colo-Colo \| \| 5 de marzo \| Santiago \| Unión Española \| 1:3 \| Huracán \| \| 7 de marzo \| Santiago \| Colo-Colo \| 1:2 \| Huracán \| \| 12 de marzo \| Rosario \| Rosario Central \| 2:0 \| Colo-Colo \| \| 14 de marzo \| Buenos Aires \| Huracán \| 2:0 \| Colo-Colo \| \| 19 de marzo \| Santiago \| Unión Española \| 0:1 \| Rosario Central \| \| 21 de marzo \| Santiago \| Colo-Colo \| 1:3 \| Rosario Central \| \| 26 de marzo \| Santiago \| Colo-Colo \| 0:2 \| Unión Española \| \| 26 de marzo \| Buenos Aires \| Huracán \| 1:0 \| Rosario Central \| \| 2 de abril \| Rosario \| Rosario Central \| 4:0 \| Unión Española \| \| 4 de abril \| Buenos Aires \| Huracán \| 5:1 \| Unión Española \| |              |                 |           |                 |
| Fecha | Lugar        | Local           | Resultado | Visitante       |
| 28 de febrero | Rosario      | Rosario Central | 1:0       | Huracán         |
| 2 de marzo | Santiago     | Unión Española  | 2:1       | Colo-Colo       |
| 5 de marzo | Santiago     | Unión Española  | 1:3       | Huracán         |
| 7 de marzo | Santiago     | Colo-Colo       | 1:2       | Huracán         |
| 12 de marzo | Rosario      | Rosario Central | 2:0       | Colo-Colo       |
| 14 de marzo | Buenos Aires | Huracán         | 2:0       | Colo-Colo       |
| 19 de marzo | Santiago     | Unión Española  | 0:1       | Rosario Central |
| 21 de marzo | Santiago     | Colo-Colo       | 1:3       | Rosario Central |
| 26 de marzo | Santiago     | Colo-Colo       | 0:2       | Unión Española  |
| 26 de marzo | Buenos Aires | Huracán         | 1:0       | Rosario Central |
| 2 de abril | Rosario      | Rosario Central | 4:0       | Unión Española  |
| 4 de abril | Buenos Aires | Huracán         | 5:1       | Unión Española  |

Partido desempate
| Fecha       | Lugar        |         | Resultado |                 |
| ----------- | ------------ | ------- | --------- | --------------- |
| 11 de abril | Buenos Aires | Huracán | 4:0       | Rosario Central |

### Grupo 2
| Equipo              | Pts. | PJ | PG | PE | PP | GF | GC | DG |
| ------------------- | ---- | -- | -- | -- | -- | -- | -- | -- |
| São Paulo           | 10   | 6  | 4  | 2  | 0  | 14 | 5  | 9  |
| Palmeiras           | 6    | 6  | 3  | 0  | 3  | 7  | 5  | 2  |
| Deportivo Municipal | 4    | 6  | 1  | 2  | 3  | 9  | 11 | –2 |
| Jorge Wilstermann   | 4    | 6  | 2  | 0  | 4  | 4  | 13 | –9 |

| \| Fecha \| Lugar \| Local \| Resultado \| Visitante \| \| ----------- \| ---------- \| ------------------- \| --------- \| ------------------- \| \| 30 de marzo \| São Paulo \| São Paulo \| 2:0 \| Palmeiras \| \| 4 de abril \| Cochabamba \| Jorge Wilstermann \| 1:0 \| Palmeiras \| \| 7 de abril \| La Paz \| Deportivo Municipal \| 0:1 \| Palmeiras \| \| 14 de abril \| Cochabamba \| Jorge Wilstermann \| 0:1 \| São Paulo \| \| 17 de abril \| La Paz \| Deportivo Municipal \| 1:1 \| São Paulo \| \| 21 de abril \| Cochabamba \| Jorge Wilstermann \| 1:0 \| Deportivo Municipal \| \| 24 de abril \| São Paulo \| Palmeiras \| 1:2 \| São Paulo \| \| 28 de abril \| São Paulo \| Palmeiras \| 3:0 \| Deportivo Municipal \| \| 30 de abril \| São Paulo \| São Paulo \| 3:3 \| Deportivo Municipal \| \| 8 de mayo \| São Paulo \| São Paulo \| 5:0 \| Jorge Wilstermann \| \| 11 de mayo \| São Paulo \| Palmeiras \| 2:0 \| Jorge Wilstermann \| \| 19 de mayo \| La Paz \| Deportivo Municipal \| 5:2 \| Jorge Wilstermann \| |            |                     |           |                     |
| Fecha | Lugar      | Local               | Resultado | Visitante           |
| 30 de marzo | São Paulo  | São Paulo           | 2:0       | Palmeiras           |
| 4 de abril | Cochabamba | Jorge Wilstermann   | 1:0       | Palmeiras           |
| 7 de abril | La Paz     | Deportivo Municipal | 0:1       | Palmeiras           |
| 14 de abril | Cochabamba | Jorge Wilstermann   | 0:1       | São Paulo           |
| 17 de abril | La Paz     | Deportivo Municipal | 1:1       | São Paulo           |
| 21 de abril | Cochabamba | Jorge Wilstermann   | 1:0       | Deportivo Municipal |
| 24 de abril | São Paulo  | Palmeiras           | 1:2       | São Paulo           |
| 28 de abril | São Paulo  | Palmeiras           | 3:0       | Deportivo Municipal |
| 30 de abril | São Paulo  | São Paulo           | 3:3       | Deportivo Municipal |
| 8 de mayo | São Paulo  | São Paulo           | 5:0       | Jorge Wilstermann   |
| 11 de mayo | São Paulo  | Palmeiras           | 2:0       | Jorge Wilstermann   |
| 19 de mayo | La Paz     | Deportivo Municipal | 5:2       | Jorge Wilstermann   |

### Grupo 3
| Equipo            | Pts. | PJ | PG | PE | PP | GF | GC | DG |
| ----------------- | ---- | -- | -- | -- | -- | -- | -- | -- |
| Millonarios       | 9    | 6  | 4  | 1  | 1  | 10 | 6  | 4  |
| Atlético Nacional | 7    | 6  | 3  | 1  | 2  | 8  | 7  | 1  |
| Portuguesa        | 6    | 6  | 2  | 2  | 2  | 4  | 5  | –1 |
| Valencia          | 2    | 6  | 0  | 2  | 4  | 4  | 8  | –4 |

| \| Fecha \| Lugar \| Local \| Resultado \| Visitante \| \| ------------- \| -------- \| ----------------- \| --------- \| ----------------- \| \| 6 de febrero \| Acarigua \| Portuguesa \| 0:0 \| Valencia \| \| 14 de febrero \| Medellín \| Atlético Nacional \| 0:3 \| Millonarios \| \| 19 de febrero \| Acarigua \| Portuguesa \| 2:0 \| Millonarios \| \| 19 de febrero \| Acarigua \| Valencia \| 1:2 \| Atlético Nacional \| \| 21 de febrero \| Acarigua \| Valencia \| 1:1 \| Millonarios \| \| 21 de febrero \| Acarigua \| Portuguesa \| 0:0 \| Atlético Nacional \| \| 7 de marzo \| Bogotá \| Millonarios \| 2:1 \| Atlético Nacional \| \| 7 de marzo \| Acarigua \| Valencia \| 0:1 \| Portuguesa \| \| 20 de marzo \| Bogotá \| Millonarios \| 2:1 \| Portuguesa \| \| 20 de marzo \| Medellín \| Atlético Nacional \| 2:1 \| Valencia \| \| 22 de marzo \| Bogotá \| Millonarios \| 2:1 \| Valencia \| \| 22 de marzo \| Medellín \| Atlético Nacional \| 3:0 \| Portuguesa \| |          |                   |           |                   |
| Fecha | Lugar    | Local             | Resultado | Visitante         |
| 6 de febrero | Acarigua | Portuguesa        | 0:0       | Valencia          |
| 14 de febrero | Medellín | Atlético Nacional | 0:3       | Millonarios       |
| 19 de febrero | Acarigua | Portuguesa        | 2:0       | Millonarios       |
| 19 de febrero | Acarigua | Valencia          | 1:2       | Atlético Nacional |
| 21 de febrero | Acarigua | Valencia          | 1:1       | Millonarios       |
| 21 de febrero | Acarigua | Portuguesa        | 0:0       | Atlético Nacional |
| 7 de marzo | Bogotá   | Millonarios       | 2:1       | Atlético Nacional |
| 7 de marzo | Acarigua | Valencia          | 0:1       | Portuguesa        |
| 20 de marzo | Bogotá   | Millonarios       | 2:1       | Portuguesa        |
| 20 de marzo | Medellín | Atlético Nacional | 2:1       | Valencia          |
| 22 de marzo | Bogotá   | Millonarios       | 2:1       | Valencia          |
| 22 de marzo | Medellín | Atlético Nacional | 3:0       | Portuguesa        |

### Grupo 4
| Equipo               | Pts. | PJ | PG | PE | PP | GF | GC | DG |
| -------------------- | ---- | -- | -- | -- | -- | -- | -- | -- |
| Defensor Lima        | 9    | 6  | 4  | 1  | 1  | 7  | 2  | 5  |
| El Nacional          | 8    | 6  | 3  | 2  | 1  | 9  | 3  | 6  |
| Universidad Católica | 4    | 6  | 1  | 2  | 3  | 2  | 5  | –3 |
| Sporting Cristal     | 3    | 6  | 1  | 1  | 4  | 3  | 11 | –8 |

| \| Fecha \| Lugar \| Local \| Resultado \| Visitante \| \| ------------- \| ----- \| -------------------- \| --------- \| -------------------- \| \| 17 de febrero \| Lima \| Defensor Lima \| 2:0 \| Sporting Cristal \| \| 17 de febrero \| Quito \| El Nacional \| 2:0 \| Universidad Católica \| \| 24 de febrero \| Quito \| Universidad Católica \| 1:0 \| Defensor Lima \| \| 27 de febrero \| Quito \| El Nacional \| 0:0 \| Defensor Lima \| \| 3 de marzo \| Quito \| Universidad Católica \| 0:0 \| Sporting Cristal \| \| 6 de marzo \| Quito \| El Nacional \| 3:0 \| Sporting Cristal \| \| 10 de marzo \| Quito \| Universidad Católica \| 0:0 \| El Nacional \| \| 13 de marzo \| Lima \| Sporting Cristal \| 0:2 \| Defensor Lima \| \| 20 de marzo \| Lima \| Sporting Cristal \| 1:3 \| El Nacional \| \| 27 de marzo \| Lima \| Defensor Lima \| 2:1 \| El Nacional \| \| 3 de abril \| Lima \| Sporting Cristal \| 2:1 \| Universidad Católica \| \| 9 de abril \| Lima \| Defensor Lima \| 1:0 \| Universidad Católica \| |       |                      |           |                      |
| Fecha | Lugar | Local                | Resultado | Visitante            |
| 17 de febrero | Lima  | Defensor Lima        | 2:0       | Sporting Cristal     |
| 17 de febrero | Quito | El Nacional          | 2:0       | Universidad Católica |
| 24 de febrero | Quito | Universidad Católica | 1:0       | Defensor Lima        |
| 27 de febrero | Quito | El Nacional          | 0:0       | Defensor Lima        |
| 3 de marzo | Quito | Universidad Católica | 0:0       | Sporting Cristal     |
| 6 de marzo | Quito | El Nacional          | 3:0       | Sporting Cristal     |
| 10 de marzo | Quito | Universidad Católica | 0:0       | El Nacional          |
| 13 de marzo | Lima  | Sporting Cristal     | 0:2       | Defensor Lima        |
| 20 de marzo | Lima  | Sporting Cristal     | 1:3       | El Nacional          |
| 27 de marzo | Lima  | Defensor Lima        | 2:1       | El Nacional          |
| 3 de abril | Lima  | Sporting Cristal     | 2:1       | Universidad Católica |
| 9 de abril | Lima  | Defensor Lima        | 1:0       | Universidad Católica |

### Grupo 5
| Equipo        | Pts. | PJ | PG | PE | PP | GF | GC | DG |
| ------------- | ---- | -- | -- | -- | -- | -- | -- | -- |
| Peñarol       | 8    | 6  | 3  | 2  | 1  | 5  | 3  | 2  |
| Cerro Porteño | 7    | 6  | 2  | 3  | 1  | 7  | 6  | 1  |
| Olimpia       | 5    | 6  | 1  | 3  | 2  | 4  | 5  | –1 |
| Nacional      | 4    | 6  | 1  | 2  | 3  | 6  | 8  | –2 |

| \| Fecha \| Lugar \| Local \| Resultado \| Visitante \| \| ------------- \| ---------- \| ------------- \| --------- \| ------------- \| \| 5 de febrero \| Asunción \| Cerro Porteño \| 1:0 \| Olimpia \| \| 6 de febrero \| Montevideo \| Nacional \| 0:1 \| Peñarol \| \| 13 de febrero \| Montevideo \| Peñarol \| 0:0 \| Olimpia \| \| 16 de febrero \| Montevideo \| Nacional \| 1:2 \| Cerro Porteño \| \| 19 de febrero \| Montevideo \| Nacional \| 1:1 \| Olimpia \| \| 20 de febrero \| Montevideo \| Peñarol \| 1:0 \| Cerro Porteño \| \| 24 de febrero \| Montevideo \| Peñarol \| 0:2 \| Nacional \| \| 24 de febrero \| Asunción \| Olimpia \| 1:1 \| Cerro Porteño \| \| 1 de marzo \| Asunción \| Olimpia \| 0:2 \| Peñarol \| \| 3 de marzo \| Asunción \| Cerro Porteño \| 2:2 \| Nacional \| \| 5 de marzo \| Asunción \| Olimpia \| 2:0 \| Nacional \| \| 8 de marzo \| Asunción \| Cerro Porteño \| 1:1 \| Peñarol \| |            |               |           |               |
| Fecha | Lugar      | Local         | Resultado | Visitante     |
| 5 de febrero | Asunción   | Cerro Porteño | 1:0       | Olimpia       |
| 6 de febrero | Montevideo | Nacional      | 0:1       | Peñarol       |
| 13 de febrero | Montevideo | Peñarol       | 0:0       | Olimpia       |
| 16 de febrero | Montevideo | Nacional      | 1:2       | Cerro Porteño |
| 19 de febrero | Montevideo | Nacional      | 1:1       | Olimpia       |
| 20 de febrero | Montevideo | Peñarol       | 1:0       | Cerro Porteño |
| 24 de febrero | Montevideo | Peñarol       | 0:2       | Nacional      |
| 24 de febrero | Asunción   | Olimpia       | 1:1       | Cerro Porteño |
| 1 de marzo | Asunción   | Olimpia       | 0:2       | Peñarol       |
| 3 de marzo | Asunción   | Cerro Porteño | 2:2       | Nacional      |
| 5 de marzo | Asunción   | Olimpia       | 2:0       | Nacional      |
| 8 de marzo | Asunción   | Cerro Porteño | 1:1       | Peñarol       |

## Segunda fase

### Grupo A
| Equipo        | Pts. | PJ | PG | PE | PP | GF | GC | DG |
| ------------- | ---- | -- | -- | -- | -- | -- | -- | -- |
| Independiente | 6    | 4  | 2  | 2  | 0  | 8  | 4  | 4  |
| Peñarol       | 4    | 4  | 1  | 2  | 1  | 7  | 5  | 2  |
| Huracán       | 2    | 4  | 0  | 2  | 2  | 2  | 8  | –6 |

| \| Fecha \| Lugar \| Local \| Resultado \| Visitante \| \| ---------------- \| ------------ \| ------------- \| --------- \| ------------- \| \| 4 de septiembre \| Buenos Aires \| Huracán \| 1:1 \| Independiente \| \| 11 de septiembre \| Montevideo \| Peñarol \| 1:1 \| Huracán \| \| 18 de septiembre \| Montevideo \| Peñarol \| 2:3 \| Independiente \| \| 20 de septiembre \| Avellaneda \| Independiente \| 3:0 \| Huracán \| \| 25 de septiembre \| Buenos Aires \| Huracán \| 0:3 \| Peñarol \| \| 2 de octubre \| Avellaneda \| Independiente \| 1:1 \| Peñarol \| |              |               |           |               |
| Fecha | Lugar        | Local         | Resultado | Visitante     |
| 4 de septiembre | Buenos Aires | Huracán       | 1:1       | Independiente |
| 11 de septiembre | Montevideo   | Peñarol       | 1:1       | Huracán       |
| 18 de septiembre | Montevideo   | Peñarol       | 2:3       | Independiente |
| 20 de septiembre | Avellaneda   | Independiente | 3:0       | Huracán       |
| 25 de septiembre | Buenos Aires | Huracán       | 0:3       | Peñarol       |
| 2 de octubre | Avellaneda   | Independiente | 1:1       | Peñarol       |

### Grupo B
| Equipo        | Pts. | PJ | PG | PE | PP | GF | GC | DG |
| ------------- | ---- | -- | -- | -- | -- | -- | -- | -- |
| São Paulo     | 7    | 4  | 3  | 1  | 0  | 9  | 0  | 9  |
| Millonarios   | 5    | 4  | 2  | 1  | 1  | 5  | 5  | 0  |
| Defensor Lima | 0    | 4  | 0  | 0  | 4  | 1  | 10 | –9 |

| \| Fecha \| Lugar \| Local \| Resultado \| Visitante \| \| ---------------- \| --------- \| ------------- \| --------- \| ------------- \| \| 8 de septiembre \| Bogotá \| Millonarios \| 0:0 \| São Paulo \| \| 11 de septiembre \| Lima \| Defensor Lima \| 0:1 \| São Paulo \| \| 15 de septiembre \| Bogotá \| Millonarios \| 1:0 \| Defensor Lima \| \| 24 de septiembre \| Lima \| Defensor Lima \| 1:4 \| Millonarios \| \| 27 de septiembre \| São Paulo \| São Paulo \| 4:0 \| Millonarios \| \| 2 de octubre \| São Paulo \| São Paulo \| 4:0 \| Defensor Lima \| |           |               |           |               |
| Fecha | Lugar     | Local         | Resultado | Visitante     |
| 8 de septiembre | Bogotá    | Millonarios   | 0:0       | São Paulo     |
| 11 de septiembre | Lima      | Defensor Lima | 0:1       | São Paulo     |
| 15 de septiembre | Bogotá    | Millonarios   | 1:0       | Defensor Lima |
| 24 de septiembre | Lima      | Defensor Lima | 1:4       | Millonarios   |
| 27 de septiembre | São Paulo | São Paulo     | 4:0       | Millonarios   |
| 2 de octubre | São Paulo | São Paulo     | 4:0       | Defensor Lima |

## Final
| Ida; 12 de octubre de 1974 | São Paulo                  | 2:1 (0:1) | Independiente   | Estadio Pacaembú, São Paulo                                    |                                                                |
|                            | Rocha 48' · Mirandinha 50' |           | Saggioratto 28' | Asistencia: 50 000 espectadores Árbitro(s): Edison Pérez Núñez | Asistencia: 50 000 espectadores Árbitro(s): Edison Pérez Núñez |

| Vuelta; 16 de octubre de 1974 | Independiente              | 2:0 (1:0) | São Paulo | Estadio La Doble Visera, Avellaneda                       |                                                           |
|                               | Bochini 34' · Balbuena 48' |           |           | Asistencia: 55 000 espectadores Árbitro(s): Ramón Barreto | Asistencia: 55 000 espectadores Árbitro(s): Ramón Barreto |

| Desempate; 19 de octubre de 1974                                                             | Independiente     | 1:0 (1:0) | São Paulo | Estadio Nacional, Santiago                               |                                                          |
|                                                                                              | Pavoni 37' (pen.) |           |           | Asistencia: 45 000 espectadores Árbitro(s): César Orozco | Asistencia: 45 000 espectadores Árbitro(s): César Orozco |
| Independiente se queda a perpetuidad con el segundo trofeo original de la Copa Libertadores. |                   |           |           |                                                          |                                                          |

|                                  |
| Bandera de Argentina             |
| Campeón Independiente 5.º título |

## Estadísticas

### Goleadores
| Jugador               | Club          | Goles |
| --------------------- | ------------- | ----- |
| Fernando Morena       | Peñarol       | 7     |
| Pedro Virgilio Rocha  | São Paulo     | 7     |
| Terto                 | São Paulo     | 7     |
| Miguel Ángel Brindisi | Huracán       | 6     |
| Daniel Bertoni        | Independiente | 4     |
| Carlos Babington      | Huracán       | 4     |
| Mirandinha            | São Paulo     | 4     |
| Héctor Bailetti       | Defensor Lima | 4     |
| Ítalo Estupiñán       | El Nacional   | 4     |